# Kråktjärnen (Njurunda socken, Medelpad)
Kråktjärnen är en sjö i Sundsvalls kommun i Medelpad och ingår i Ljungan-Gnarpsåns kustområde.